# Campionati del mondo di atletica leggera 2015 - Decathlon
La gara di decathlon maschile si è svolta tra il 28 e il 29 agosto 2015.

## Podio
| Pos.    | Atleta        | Nazionalità | Punti   |
| ------- | ------------- | ----------- | ------- |
| Oro     | Ashton Eaton  | Stati Uniti | 9045 p. |
| Argento | Damian Warner | Canada      | 8695 p. |
| Bronzo  | Rico Freimuth | Germania    | 8561 p. |

## Situazione pre-gara

### Record
Prima di questa competizione, il record del mondo (RM) e il record dei campionati (RC) erano i seguenti.
| Record                | Prestazione | Atleta                   | Data                                         | Competizione              |
| --------------------- | ----------- | ------------------------ | -------------------------------------------- | ------------------------- |
| Record mondiale       | 9039        | Ashton Eaton Stati Uniti | 23 giugno 2012 Eugene, Stati Uniti d'America |                           |
| Record dei campionati | 8902        | Tomáš Dvořák Rep. Ceca   | 7 agosto 2001 Edmonton, Canada               | Campionati del mondo 2001 |

### Campioni in carica
I campioni in carica, a livello olimpico e  mondiale, erano:
| Campione | Atleta                   | Prestazione | Data                                | Competizione               |
| -------- | ------------------------ | ----------- | ----------------------------------- | -------------------------- |
| Olimpico | Ashton Eaton Stati Uniti | 8869        | 8-9 agosto 2012 Londra, Regno Unito | Giochi della XXX Olimpiade |
| Mondiale | Ashton Eaton Stati Uniti | 8809 p.     | 10-11 agosto 2013 Mosca, Russia     | Campionati del mondo 2013  |

### La stagione
Prima di questa gara, le atlete con le migliori tre prestazione dell'anno erano :
| Pos. | Atleta                  | Prestazione | Data                                  |
| ---- | ----------------------- | ----------- | ------------------------------------- |
| 1    | Trey Hardee Stati Uniti | 8725 p.     | 25-26 giugno 2015 Eugene, Stati Uniti |
| 2    | Damian Warner Canada    | 8659 p.     | 22-23 luglio 2015 Toronto, Canada     |
| 3    | Kévin Mayer Francia     | 8469 p.     | 06-07 giugno 2015 Arona, Spagna       |

## Risultati

### 100 metri
| Pos. | Batteria | Atleta                  | Nazionalità | Tempo | Punti | Note                                     |
| ---- | -------- | ----------------------- | ----------- | ----- | ----- | ---------------------------------------- |
| 1    | 4        | Ashton Eaton            | Stati Uniti | 10.23 | 1040  | Record dei campionati                    |
| 2    | 4        | Damian Warner           | Canada      | 10.31 | 1020  |                                          |
| 3    | 4        | Rico Freimuth           | Germania    | 10.51 | 973   | Miglior prestazione personale stagionale |
| 4    | 4        | Felipe dos Santos       | Brasile     | 10.53 | 968   |                                          |
| 5    | 4        | Trey Hardee             | Stati Uniti | 10.56 | 961   |                                          |
| 6    | 3        | Eelco Sintnicolaas      | Paesi Bassi | 10.62 | 947   | Miglior prestazione personale            |
| 7    | 3        | Oleksiy Kasyanov        | Ucraina     | 10.73 | 922   | Miglior prestazione personale stagionale |
| 8    | 3        | Yordanis García         | Cuba        | 10.77 | 912   | Miglior prestazione personale stagionale |
| 9    | 4        | Michael Schrader        | Germania    | 10.78 | 910   |                                          |
| 10   | 4        | Zachery Ziemek          | Stati Uniti | 10.81 | 903   |                                          |
| 11   | 3        | Larbi Bouraada          | Algeria     | 10.83 | 899   | Miglior prestazione personale stagionale |
| 12   | 4        | Akihiko Nakamura        | Giappone    | 10.86 | 892   |                                          |
| 13   | 3        | Kai Kazmirek            | Germania    | 10.90 | 883   |                                          |
| 14   | 3        | Luiz Alberto de Araújo  | Brasile     | 10.92 | 878   |                                          |
| 15   | 2        | Willem Coertzen         | Sudafrica   | 10.98 | 865   | Miglior prestazione personale stagionale |
| 16   | 2        | Jorge Ureña             | Spagna      | 10.99 | 863   |                                          |
| 17   | 2        | Ilya Shkurenyov         | Russia      | 11.01 | 858   | Miglior prestazione personale stagionale |
| 18   | 2        | Kurt Felix              | Grenada     | 11.02 | 856   |                                          |
| 19   | 3        | Jeremy Taiwo            | Stati Uniti | 11.06 | 847   |                                          |
| 20   | 2        | Paweł Wiesiołek         | Polonia     | 11.07 | 845   |                                          |
| 21   | 1        | Adam Helcelet           | Rep. Ceca   | 11.09 | 841   |                                          |
| 22   | 2        | Pieter Braun            | Paesi Bassi | 11.11 | 836   |                                          |
| 23   | 2        | Bastien Auzeil          | Francia     | 11.22 | 812   |                                          |
| 24   | 1        | Maicel Uibo             | Estonia     | 11.25 | 806   |                                          |
| 25   | 1        | Pau Tonnesen            | Spagna      | 11.26 | 804   | Miglior prestazione personale            |
| 26   | 1        | Niels Pittomvils        | Belgio      | 11.39 | 776   |                                          |
| 27   | 1        | Thomas van der Plaetsen | Belgio      | 11.44 | 765   |                                          |
| 28   | 1        | Janek Õiglane           | Estonia     | 11.51 | 750   |                                          |
| 28   | 1        | Keisuke Ushiro          | Giappone    | 11.51 | 750   |                                          |

### Salto in lungo
| Pos | Gruppo | Atleta                  | Nazionalità | Risultato | Punti | Note                                     | Punti totali | Pos. totale |
| --- | ------ | ----------------------- | ----------- | --------- | ----- | ---------------------------------------- | ------------ | ----------- |
| 1   | A      | Ashton Eaton            | Stati Uniti | 7.88      | 1030  |                                          | 2070         | 1           |
| 2   | A      | Michael Schrader        | Germania    | 7.71      | 987   |                                          | 1897         | 5           |
| 3   | B      | Kurt Felix              | Grenada     | 7.66      | 975   | Miglior prestazione personale stagionale | 1831         | 11          |
| 4   | A      | Damian Warner           | Canada      | 7.65      | 972   | Miglior prestazione personale            | 1992         | 2           |
| 5   | A      | Oleksiy Kasyanov        | Ucraina     | 7.58      | 955   |                                          | 1877         | 7           |
| 6   | B      | Zachery Ziemek          | Stati Uniti | 7.57      | 952   | Miglior prestazione personale stagionale | 1855         | 8           |
| 7   | A      | Felipe dos Santos       | Brasile     | 7.54      | 945   | Miglior prestazione personale stagionale | 1913         | 3           |
| 8   | A      | Rico Freimuth           | Germania    | 7.51      | 937   |                                          | 1910         | 4           |
| 9   | B      | Larbi Bouraada          | Algeria     | 7.51      | 937   | Miglior prestazione personale stagionale | 1836         | 10          |
| 10  | A      | Eelco Sintnicolaas      | Paesi Bassi | 7.50      | 935   |                                          | 1882         | 6           |
| 11  | A      | Ilya Shkurenyov         | Russia      | 7.50      | 935   |                                          | 1793         | 12          |
| 12  | B      | Thomas van der Plaetsen | Belgio      | 7.42      | 915   | Miglior prestazione personale stagionale | 1680         | 22          |
| 13  | A      | Kai Kazmirek            | Germania    | 7.40      | 910   |                                          | 1793         | 13          |
| 14  | A      | Jorge Ureña             | Spagna      | 7.30      | 886   |                                          | 1749         | 15          |
| 15  | B      | Trey Hardee             | Stati Uniti | 7.30      | 886   |                                          | 1847         | 9           |
| 16  | A      | Adam Helcelet           | Rep. Ceca   | 7.29      | 883   |                                          | 1724         | 17          |
| 17  | A      | Pieter Braun            | Paesi Bassi | 7.29      | 883   |                                          | 1719         | 18          |
| 18  | B      | Akihiko Nakamura        | Giappone    | 7.26      | 876   |                                          | 1768         | 14          |
| 19  | B      | Bastien Auzeil          | Francia     | 7.26      | 876   |                                          | 1688         | 20          |
| 20  | B      | Willem Coertzen         | Sudafrica   | 7.25      | 874   |                                          | 1739         | 16          |
| 21  | B      | Pau Tonnesen            | Spagna      | 7.21      | 864   |                                          | 1668         | 25          |
| 22  | A      | Jeremy Taiwo            | Stati Uniti | 7.15      | 850   |                                          | 1697         | 19          |
| 23  | A      | Maicel Uibo             | Estonia     | 7.13      | 845   |                                          | 1651         | 26          |
| 24  | A      | Paweł Wiesiołek         | Polonia     | 7.08      | 833   |                                          | 1678         | 23          |
| 25  | B      | Luiz Alberto de Araújo  | Brasile     | 6.94      | 799   |                                          | 1677         | 24          |
| 26  | B      | Niels Pittomvils        | Belgio      | 6.86      | 781   |                                          | 1557         | 27          |
| 27  | B      | Yordanis García         | Cuba        | 6.82      | 771   |                                          | 1683         | 21          |
| 28  | B      | Janek Õiglane           | Estonia     | 6.78      | 762   |                                          | 1512         | 28          |
| 29  | B      | Keisuke Ushiro          | Giappone    | 6.73      | 750   |                                          | 1500         | 29          |

### Lancio del peso
| Pos | Gruppo | Atleta                  | Nazionalità | Risultato | Punti | Note                                     | Punti totali | Pos. totale |
| --- | ------ | ----------------------- | ----------- | --------- | ----- | ---------------------------------------- | ------------ | ----------- |
| 1   | A      | Rico Freimuth           | Germania    | 15.50     | 820   |                                          | 2730         | 3           |
| 2   | A      | Bastien Auzeil          | Francia     | 15.38     | 813   |                                          | 2501         | 14          |
| 3   | A      | Adam Helcelet           | Rep. Ceca   | 15.30     | 808   | Miglior prestazione personale            | 2532         | 12          |
| 4   | A      | Kurt Felix              | Grenada     | 15.02     | 791   |                                          | 2622         | 6           |
| 5   | A      | Keisuke Ushiro          | Giappone    | 14.93     | 785   |                                          | 2285         | 27          |
| 6   | A      | Luiz Alberto de Araújo  | Brasile     | 14.84     | 780   |                                          | 2457         | 15          |
| 7   | A      | Eelco Sintnicolaas      | Paesi Bassi | 14.65     | 768   |                                          | 2650         | 4           |
| 8   | A      | Yordanis García         | Cuba        | 14.54     | 761   |                                          | 2444         | 17          |
| 9   | A      | Ashton Eaton            | Stati Uniti | 14.52     | 760   |                                          | 2830         | 1           |
| 10  | B      | Maicel Uibo             | Estonia     | 14.45     | 756   |                                          | 2407         | 20          |
| 11  | B      | Damian Warner           | Canada      | 14.44     | 755   | Miglior prestazione personale            | 2747         | 2           |
| 12  | A      | Janek Õiglane           | Estonia     | 14.43     | 755   |                                          | 2267         | 28          |
| 13  | A      | Michael Schrader        | Germania    | 14.32     | 748   |                                          | 2645         | 5           |
| 14  | B      | Kai Kazmirek            | Germania    | 14.27     | 745   | Miglior prestazione personale stagionale | 2538         | 11          |
| 15  | B      | Oleksiy Kasyanov        | Ucraina     | 14.25     | 744   |                                          | 2621         | 7           |
| 16  | A      | Jeremy Taiwo            | Stati Uniti | 14.18     | 739   |                                          | 2436         | 19          |
| 17  | B      | Ilya Shkurenyov         | Russia      | 14.09     | 734   |                                          | 2527         | 13          |
| 18  | B      | Pieter Braun            | Paesi Bassi | 13.90     | 722   |                                          | 2441         | 18          |
| 19  | B      | Thomas van der Plaetsen | Belgio      | 13.83     | 718   | Miglior prestazione personale stagionale | 2398         | 22          |
| 20  | B      | Willem Coertzen         | Sudafrica   | 13.75     | 713   |                                          | 2452         | 16          |
| 21  | A      | Pau Tonnesen            | Spagna      | 13.74     | 712   |                                          | 2380         | 23          |
| 22  | B      | Larbi Bouraada          | Algeria     | 13.73     | 712   | Miglior prestazione personale stagionale | 2548         | 9           |
| 23  | B      | Felipe dos Santos       | Brasile     | 13.61     | 704   |                                          | 2617         | 8           |
| 24  | B      | Paweł Wiesiołek         | Polonia     | 13.50     | 698   |                                          | 2376         | 24          |
| 25  | A      | Zachery Ziemek          | Stati Uniti | 13.38     | 690   |                                          | 2545         | 10          |
| 26  | B      | Niels Pittomvils        | Belgio      | 12.77     | 653   |                                          | 2210         | 29          |
| 27  | B      | Jorge Ureña             | Spagna      | 12.74     | 651   |                                          | 2400         | 21          |
| 28  | B      | Akihiko Nakamura        | Giappone    | 11.67     | 586   |                                          | 2354         | 25          |
| 29  | A      | Trey Hardee             | Stati Uniti | 10.20     | 498   |                                          | 2345         | 26          |

### Salto in alto
| Pos. | Gruppo | Atleta                  | Nazionalità | Risultato | Punti | Note                                     | Punti totali | Pos. totale |
| ---- | ------ | ----------------------- | ----------- | --------- | ----- | ---------------------------------------- | ------------ | ----------- |
| 1    | A      | Maicel Uibo             | Estonia     | 2.13      | 925   |                                          | 3332         | 14          |
| 1    | A      | Thomas van der Plaetsen | Belgio      | 2.13      | 925   | Miglior prestazione personale stagionale | 3323         | 16          |
| 3    | A      | Jeremy Taiwo            | Stati Uniti | 2.10      | 896   |                                          | 3332         | 15          |
| 4    | A      | Kai Kazmirek            | Germania    | 2.10      | 896   | Miglior prestazione personale stagionale | 3434         | 6           |
| 4    | A      | Kurt Felix              | Grenada     | 2.10      | 896   | Miglior prestazione personale stagionale | 3518         | 3           |
| 6    | A      | Ilya Shkurenyov         | Russia      | 2.10      | 896   |                                          | 3423         | 8           |
| 7    | B      | Larbi Bouraada          | Algeria     | 2.07      | 868   | Miglior prestazione personale stagionale | 3416         | 9           |
| 8    | A      | Adam Helcelet           | Rep. Ceca   | 2.04      | 840   |                                          | 3372         | 13          |
| 8    | A      | Pau Tonnesen            | Spagna      | 2.04      | 840   |                                          | 3220         | 20          |
| 10   | B      | Damian Warner           | Canada      | 2.04      | 840   | Miglior prestazione personale stagionale | 3587         | 2           |
| 11   | A      | Zachery Ziemek          | Stati Uniti | 2.04      | 840   |                                          | 3385         | 11          |
| 12   | B      | Yordanis García         | Cuba        | 2.04      | 840   | Miglior prestazione personale stagionale | 3284         | 18          |
| 13   | B      | Pieter Braun            | Paesi Bassi | 2.04      | 840   | Miglior prestazione personale stagionale | 3281         | 19          |
| 14   | B      | Bastien Auzeil          | Francia     | 2.01      | 813   | Miglior prestazione personale stagionale | 3314         | 17          |
| 15   | A      | Jorge Ureña             | Spagna      | 2.01      | 813   |                                          | 3213         | 21          |
| 16   | B      | Oleksiy Kasyanov        | Ucraina     | 2.01      | 813   | Miglior prestazione personale stagionale | 3434         | 5           |
| 17   | A      | Ashton Eaton            | Stati Uniti | 2.01      | 813   |                                          | 3643         | 1           |
| 18   | B      | Felipe dos Santos       | Brasile     | 2.01      | 813   |                                          | 3430         | 7           |
| 19   | A      | Paweł Wiesiołek         | Polonia     | 1.98      | 785   |                                          | 3161         | 23          |
| 20   | B      | Willem Coertzen         | Sudafrica   | 1.95      | 758   |                                          | 3210         | 22          |
| 20   | B      | Akihiko Nakamura        | Giappone    | 1.95      | 758   |                                          | 3112         | 24          |
| 20   | B      | Rico Freimuth           | Germania    | 1.95      | 758   | Miglior prestazione personale stagionale | 3488         | 4           |
| 23   | B      | Michael Schrader        | Germania    | 1.95      | 758   | Miglior prestazione personale stagionale | 3403         | 10          |
| 24   | A      | Janek Õiglane           | Estonia     | 1.92      | 731   |                                          | 2998         | 25          |
| 25   | A      | Niels Pittomvils        | Belgio      | 1.92      | 731   |                                          | 2941         | 27          |
| 25   | B      | Eelco Sintnicolaas      | Paesi Bassi | 1.92      | 731   |                                          | 3381         | 12          |
| 27   | B      | Keisuke Ushiro          | Giappone    | 1.89      | 705   |                                          | 2990         | 26          |
|      | B      | Trey Hardee             | Stati Uniti | dns       | 0     |                                          | dnf          |             |
|      | B      | Luiz Alberto de Araújo  | Brasile     | dns       | 0     |                                          | dnf          |             |

### 400 metri
| Pos. | Batteria | Atleta                  | Nazionalità | Tempo | Punti | Note                                     | Punti totali | Pos. totale |
| ---- | -------- | ----------------------- | ----------- | ----- | ----- | ---------------------------------------- | ------------ | ----------- |
| 1    | 4        | Ashton Eaton            | Stati Uniti | 45.00 | 1060  | Record mondiale                          | 4703         | 1           |
| 2    | 4        | Kai Kazmirek            | Germania    | 46.83 | 967   | Miglior prestazione personale stagionale | 4401         | 4           |
| 3    | 4        | Michael Schrader        | Germania    | 47.12 | 952   | Miglior prestazione personale            | 4355         | 5           |
| 4    | 4        | Damian Warner           | Canada      | 47.30 | 943   |                                          | 4530         | 2           |
| 5    | 3        | Larbi Bouraada          | Algeria     | 47.60 | 929   | Miglior prestazione personale stagionale | 4345         | 6           |
| 6    | 4        | Akihiko Nakamura        | Giappone    | 47.81 | 918   |                                          | 4030         | 22          |
| 7    | 2        | Rico Freimuth           | Germania    | 47.82 | 918   | Miglior prestazione personale stagionale | 4406         | 3           |
| 8    | 2        | Ilya Shkurenyov         | Russia      | 47.88 | 915   | Miglior prestazione personale            | 4338         | 9           |
| 9    | 3        | Felipe dos Santos       | Brasile     | 47.89 | 914   | Miglior prestazione personale stagionale | 4344         | 7           |
| 10   | 3        | Eelco Sintnicolaas      | Paesi Bassi | 47.93 | 913   | Miglior prestazione personale stagionale | 4294         | 11          |
| 11   | 4        | Jeremy Taiwo            | Stati Uniti | 47.94 | 912   |                                          | 4244         | 12          |
| 12   | 3        | Oleksiy Kasyanov        | Ucraina     | 48.13 | 903   | Miglior prestazione personale stagionale | 4337         | 10          |
| 13   | 4        | Pieter Braun            | Paesi Bassi | 48.24 | 898   |                                          | 4179         | 16          |
| 14   | 2        | Paweł Wiesiołek         | Polonia     | 48.55 | 883   | Miglior prestazione personale            | 4044         | 21          |
| 15   | 2        | Bastien Auzeil          | Francia     | 48.66 | 877   | Miglior prestazione personale            | 4191         | 15          |
| 16   | 3        | Yordanis García         | Cuba        | 48.67 | 877   |                                          | 4161         | 17          |
| 17   | 2        | Jorge Ureña             | Spagna      | 49.17 | 853   | Miglior prestazione personale            | 4066         | 20          |
| 18   | 2        | Niels Pittomvils        | Belgio      | 49.45 | 840   | Miglior prestazione personale stagionale | 3781         | 24          |
| 19   | 1        | Adam Helcelet           | Rep. Ceca   | 49.66 | 830   | Miglior prestazione personale stagionale | 4202         | 14          |
| 20   | 1        | Zachery Ziemek          | Stati Uniti | 49.89 | 820   | Miglior prestazione personale            | 4205         | 13          |
| 20   | 3        | Kurt Felix              | Grenada     | 49.89 | 820   |                                          | 4338         | 8           |
| 22   | 1        | Pau Tonnesen            | Spagna      | 50.24 | 804   | Miglior prestazione personale            | 4024         | 23          |
| 23   | 1        | Maicel Uibo             | Estonia     | 50.24 | 804   | Miglior prestazione personale            | 4136         | 18          |
| 24   | 1        | Thomas van der Plaetsen | Belgio      | 50.28 | 802   | Miglior prestazione personale stagionale | 4125         | 19          |
| 25   | 2        | Keisuke Ushiro          | Giappone    | 50.85 | 776   |                                          | 3766         | 26          |
| 26   | 1        | Janek Õiglane           | Estonia     | 50.95 | 771   | Miglior prestazione personale            | 3769         | 25          |
|      | 3        | Willem Coertzen         | Sudafrica   | dns   | 0     |                                          | dnf          |             |

### 110 metri ostacoli
| Pos. | Batteria | Atleta                  | Nazionalità | Tempo | Punti | Note                                     | Punti totali | Pos. totale |
| ---- | -------- | ----------------------- | ----------- | ----- | ----- | ---------------------------------------- | ------------ | ----------- |
| 1    | 4        | Damian Warner           | Canada      | 13.63 | 1023  |                                          | 5553         | 2           |
| 2    | 4        | Ashton Eaton            | Stati Uniti | 13.69 | 1015  |                                          | 5718         | 1           |
| 3    | 4        | Rico Freimuth           | Germania    | 13.91 | 986   | Miglior prestazione personale stagionale | 5392         | 3           |
| 4    | 3        | Oleksiy Kasyanov        | Ucraina     | 13.96 | 980   | Miglior prestazione personale stagionale | 5317         | 5           |
| 5    | 4        | Michael Schrader        | Germania    | 14.19 | 950   |                                          | 5305         | 6           |
| 6    | 3        | Adam Helcelet           | Rep. Ceca   | 14.20 | 949   | Miglior prestazione personale            | 5151         | 11          |
| 7    | 2        | Larbi Bouraada          | Algeria     | 14.26 | 941   | Miglior prestazione personale            | 5286         | 7           |
| 8    | 4        | Ilya Shkurenyov         | Russia      | 14.27 | 940   |                                          | 5278         | 8           |
| 9    | 3        | Pieter Braun            | Paesi Bassi | 14.37 | 927   |                                          | 5106         | 13          |
| 10   | 3        | Kai Kazmirek            | Germania    | 14.39 | 925   |                                          | 5326         | 4           |
| 11   | 3        | Jorge Ureña             | Spagna      | 14.41 | 922   |                                          | 4988         | 17          |
| 12   | 1        | Kurt Felix              | Grenada     | 14.58 | 901   | Miglior prestazione personale            | 5239         | 9           |
| 13   | 4        | Felipe dos Santos       | Brasile     | 14.64 | 894   |                                          | 894          | 10          |
| 14   | 2        | Bastien Auzeil          | Francia     | 14.71 | 885   |                                          | 5076         | 14          |
| 15   | 3        | Akihiko Nakamura        | Giappone    | 14.72 | 884   |                                          | 4914         | 20          |
| 16   | 2        | Thomas van der Plaetsen | Belgio      | 14.76 | 879   |                                          | 5004         | 16          |
| 17   | 2        | Jeremy Taiwo            | Stati Uniti | 14.81 | 873   |                                          | 5117         | 12          |
| 18   | 2        | Paweł Wiesiołek         | Polonia     | 14.82 | 871   |                                          | 4915         | 19          |
| 19   | 1        | Maicel Uibo             | Estonia     | 15.01 | 848   |                                          | 4984         | 18          |
| 20   | 1        | Niels Pittomvils        | Belgio      | 15.09 | 839   |                                          | 4620         | 22          |
| 21   | 1        | Pau Tonnesen            | Spagna      | 15.12 | 835   |                                          | 4859         | 21          |
| 22   | 1        | Zachery Ziemek          | Stati Uniti | 15.29 | 815   |                                          | 5020         | 15          |
| 23   | 2        | Janek Õiglane           | Estonia     | 15.33 | 810   |                                          | 4579         | 23          |
| 24   | 1        | Keisuke Ushiro          | Giappone    | 15.43 | 798   |                                          | 4564         | 24          |
|      | 4        | Yordanis García         | Cuba        | dnf   | 0     |                                          | 4161         | 25          |
|      | 3        | Eelco Sintnicolaas      | Paesi Bassi | dns   | 0     |                                          | dnf          |             |

### Lancio del disco
| Pos | Gruppo | Atleta                  | Nazionalità | Risultato | Punti | Note                                     | Punti totali | Pos. totale |
| --- | ------ | ----------------------- | ----------- | --------- | ----- | ---------------------------------------- | ------------ | ----------- |
| 1   | A      | Rico Freimuth           | Germania    | 50.17     | 874   |                                          | 6266         | 3           |
| 2   | A      | Keisuke Ushiro          | Giappone    | 46.85     | 805   |                                          | 5369         | 22          |
| 3   | A      | Kurt Felix              | Grenada     | 45.95     | 786   | Miglior prestazione personale            | 6025         | 7           |
| 4   | A      | Oleksiy Kasyanov        | Ucraina     | 45.84     | 784   |                                          | 6101         | 4           |
| 5   | A      | Pau Tonnesen            | Spagna      | 45.28     | 773   |                                          | 5632         | 18          |
| 6   | A      | Damian Warner           | Canada      | 44.99     | 767   |                                          | 6320         | 2           |
| 7   | A      | Michael Schrader        | Germania    | 44.58     | 758   |                                          | 6063         | 5           |
| 8   | A      | Ilya Shkurenyov         | Russia      | 44.53     | 757   |                                          | 6035         | 6           |
| 9   | A      | Zachery Ziemek          | Stati Uniti | 44.19     | 750   |                                          | 5770         | 15          |
| 10  | A      | Maicel Uibo             | Estonia     | 43.69     | 740   |                                          | 5724         | 17          |
| 11  | A      | Ashton Eaton            | Stati Uniti | 43.34     | 733   |                                          | 6451         | 1           |
| 12  | B      | Thomas van der Plaetsen | Belgio      | 43.01     | 726   | Miglior prestazione personale stagionale | 5730         | 16          |
| 13  | A      | Adam Helcelet           | Rep. Ceca   | 42.90     | 724   |                                          | 5875         | 10          |
| 14  | B      | Bastien Auzeil          | Francia     | 42.63     | 718   |                                          | 5794         | 14          |
| 15  | B      | Pieter Braun            | Paesi Bassi | 42.09     | 707   |                                          | 5813         | 12          |
| 16  | A      | Paweł Wiesiołek         | Polonia     | 41.55     | 696   |                                          | 5611         | 19          |
| 17  | B      | Larbi Bouraada          | Algeria     | 41.53     | 696   | Miglior prestazione personale            | 5982         | 9           |
| 18  | B      | Jeremy Taiwo            | Stati Uniti | 41.01     | 685   |                                          | 5802         | 13          |
| 19  | B      | Janek Õiglane           | Estonia     | 40.94     | 684   | Miglior prestazione personale            | 5263         | 24          |
| 20  | B      | Kai Kazmirek            | Germania    | 40.08     | 666   |                                          | 5992         | 8           |
| 21  | B      | Niels Pittomvils        | Belgio      | 39.90     | 663   |                                          | 5283         | 23          |
| 22  | B      | Felipe dos Santos       | Brasile     | 36.66     | 597   |                                          | 5835         | 11          |
| 23  | B      | Jorge Ureña             | Spagna      | 35.20     | 568   |                                          | 5556         | 20          |
| 24  | B      | Akihiko Nakamura        | Giappone    | 33.48     | 533   |                                          | 5447         | 21          |
|     | B      | Yordanis García         | Cuba        | dns       | 0     |                                          | dnf          |             |

### Salto con l'asta
| Pos | Gruppo | Atleta                  | Nazionalità | Risultato | Punti | Note                                     | Punti totali | Pos. totale |
| --- | ------ | ----------------------- | ----------- | --------- | ----- | ---------------------------------------- | ------------ | ----------- |
| 1   | A      | Thomas van der Plaetsen | Belgio      | 5.30      | 1004  | Miglior prestazione personale stagionale | 6734         | 13          |
| 2   | A      | Ilya Shkurenyov         | Russia      | 5.20      | 972   |                                          | 7007         | 4           |
| 3   | A      | Kai Kazmirek            | Germania    | 5.20      | 972   | Miglior prestazione personale            | 6964         | 5           |
| 3   | A      | Zachery Ziemek          | Stati Uniti | 5.20      | 972   |                                          | 6742         | 11          |
| 5   | A      | Ashton Eaton            | Stati Uniti | 5.20      | 972   |                                          | 7423         | 1           |
| 6   | A      | Bastien Auzeil          | Francia     | 5.10      | 941   |                                          | 6735         | 12          |
| 7   | A      | Maicel Uibo             | Estonia     | 5.10      | 941   |                                          | 6665         | 16          |
| 8   | B      | Pieter Braun            | Paesi Bassi | 4.90      | 880   | Miglior prestazione personale            | 6693         | 14          |
| 9   | A      | Adam Helcelet           | Rep. Ceca   | 4.90      | 880   | Miglior prestazione personale stagionale | 6755         | 10          |
| 10  | B      | Oleksiy Kasyanov        | Ucraina     | 4.80      | 849   | Miglior prestazione personale stagionale | 6950         | 6           |
| 11  | B      | Felipe dos Santos       | Brasile     | 4.80      | 849   | Miglior prestazione personale            | 6684         | 15          |
| 11  | B      | Rico Freimuth           | Germania    | 4.80      | 849   | Miglior prestazione personale stagionale | 7115         | 3           |
| 13  | A      | Pau Tonnesen            | Spagna      | 4.80      | 849   |                                          | 6481         | 17          |
| 14  | B      | Damian Warner           | Canada      | 4.80      | 849   | Miglior prestazione personale            | 7169         | 2           |
| 15  | B      | Larbi Bouraada          | Algeria     | 4.80      | 849   | SB                                       | 6831         | 8           |
| 16  | B      | Keisuke Ushiro          | Giappone    | 4.70      | 819   |                                          | 6188         | 20          |
| 17  | B      | Akihiko Nakamura        | Giappone    | 4.70      | 819   |                                          | 6266         | 19          |
| 18  | A      | Michael Schrader        | Germania    | 4.60      | 790   |                                          | 6853         | 7           |
| 19  | B      | Janek Õiglane           | Estonia     | 4.60      | 790   | Miglior prestazione personale stagionale | 6053         | 21          |
| 20  | B      | Paweł Wiesiołek         | Polonia     | 4.50      | 760   |                                          | 6371         | 18          |
| 21  | B      | Kurt Felix              | Grenada     | 4.50      | 760   |                                          | 6785         | 9           |
|     | B      | Jorge Ureña             | Spagna      | nm        | 0     |                                          | 5556         | 22          |
|     | A      | Niels Pittomvils        | Belgio      | nm        | 0     |                                          | 5283         | 23          |
|     | A      | Jeremy Taiwo            | Stati Uniti | dns       | 0     |                                          | dnf          |             |

### Lancio del giavellotto
| Pos | Gruppo | Atleta                  | Nazionalità | Risultato | Punti | Note                                     | Punti totali | Pos. totale |
| --- | ------ | ----------------------- | ----------- | --------- | ----- | ---------------------------------------- | ------------ | ----------- |
| 1   | A      | Janek Õiglane           | Estonia     | 68.51     | 867   |                                          | 6920         | 18          |
| 2   | A      | Maicel Uibo             | Estonia     | 64.51     | 806   | Miglior prestazione personale            | 7471         | 11          |
| 3   | B      | Larbi Bouraada          | Algeria     | 63.82     | 795   | Miglior prestazione personale stagionale | 7626         | 6           |
| 4   | B      | Ashton Eaton            | Stati Uniti | 63.63     | 793   | Miglior prestazione personale stagionale | 8216         | 1           |
| 5   | B      | Damian Warner           | Canada      | 63.50     | 791   | Miglior prestazione personale stagionale | 7960         | 2           |
| 6   | A      | Kurt Felix              | Grenada     | 63.41     | 789   |                                          | 7574         | 8           |
| 7   | A      | Adam Helcelet           | Rep. Ceca   | 63.07     | 784   | Miglior prestazione personale stagionale | 7539         | 9           |
| 8   | B      | Kai Kazmirek            | Germania    | 62.55     | 776   |                                          | 7740         | 5           |
| 9   | A      | Michael Schrader        | Germania    | 62.09     | 769   | Miglior prestazione personale stagionale | 7622         | 7           |
| 10  | B      | Ilya Shkurenyov         | Russia      | 60.99     | 753   | Miglior prestazione personale stagionale | 7760         | 4           |
| 11  | B      | Rico Freimuth           | Germania    | 60.61     | 747   |                                          | 7862         | 3           |
| 12  | A      | Pau Tonnesen            | Spagna      | 60.42     | 744   | Miglior prestazione personale            | 7225         | 16          |
| 13  | B      | Pieter Braun            | Paesi Bassi | 56.95     | 692   |                                          | 7385         | 15          |
| 14  | A      | Keisuke Ushiro          | Giappone    | 56.52     | 686   |                                          | 6874         | 20          |
| 15  | B      | Zachery Ziemek          | Stati Uniti | 56.50     | 685   | Miglior prestazione personale stagionale | 7427         | 12          |
| 16  | B      | Thomas van der Plaetsen | Belgio      | 55.23     | 666   |                                          | 7400         | 13          |
| 17  | A      | Bastien Auzeil          | Francia     | 55.14     | 665   |                                          | 7400         | 14          |
| 18  | A      | Paweł Wiesiołek         | Polonia     | 54.08     | 649   |                                          | 7020         | 17          |
| 19  | A      | Akihiko Nakamura        | Giappone    | 53.57     | 642   | Miglior prestazione personale            | 6908         | 19          |
| 20  | A      | Jorge Ureña             | Spagna      | 53.17     | 636   |                                          | 6192         | 21          |
| 21  | A      | Niels Pittomvils        | Belgio      | 52.96     | 633   |                                          | 5916         | 22          |
| 22  | B      | Oleksiy Kasyanov        | Ucraina     | 49.35     | 579   | Miglior prestazione personale stagionale | 7529         | 10          |
|     | B      | Felipe dos Santos       | Brasile     | dns       | 0     |                                          | dnf          |             |

### 1500 metri
| Pos | Batteria | Atleta                  | Nazionalità | Risultato | Punti | Note                                     |
| --- | -------- | ----------------------- | ----------- | --------- | ----- | ---------------------------------------- |
| 1   | 1        | Akihiko Nakamura        | Giappone    | 4:16.36   | 837   |                                          |
| 2   | 2        | Larbi Bouraada          | Algeria     | 4:16.61   | 835   | Miglior prestazione personale stagionale |
| 3   | 2        | Ashton Eaton            | Stati Uniti | 4:17.52   | 829   | Miglior prestazione personale stagionale |
| 4   | 2        | Michael Schrader        | Germania    | 4:22.30   | 796   | Miglior prestazione personale stagionale |
| 5   | 2        | Ilya Shkurenyov         | Russia      | 4:24.98   | 778   | Miglior prestazione personale            |
| 6   | 2        | Maicel Uibo             | Estonia     | 4:25.53   | 774   | Miglior prestazione personale            |
| 7   | 1        | Niels Pittomvils        | Belgio      | 4:27.40   | 762   | Miglior prestazione personale            |
| 8   | 2        | Damian Warner           | Canada      | 4:31.51   | 735   |                                          |
| 9   | 2        | Oleksiy Kasyanov        | Ucraina     | 4:31.80   | 733   |                                          |
| 10  | 1        | Pieter Braun            | Paesi Bassi | 4:32.46   | 729   |                                          |
| 11  | 2        | Kurt Felix              | Grenada     | 4:32.57   | 728   | Miglior prestazione personale            |
| 12  | 2        | Kai Kazmirek            | Germania    | 4:35.61   | 708   |                                          |
| 13  | 2        | Rico Freimuth           | Germania    | 4:37.05   | 699   | Miglior prestazione personale stagionale |
| 14  | 2        | Adam Helcelet           | Rep. Ceca   | 4:37.65   | 695   | Miglior prestazione personale            |
| 15  | 1        | Bastien Auzeil          | Francia     | 4:37.92   | 693   | Miglior prestazione personale            |
| 16  | 1        | Paweł Wiesiołek         | Polonia     | 4:39.31   | 685   |                                          |
| 17  | 1        | Jorge Ureña             | Spagna      | 4:42.21   | 666   |                                          |
| 18  | 1        | Janek Õiglane           | Estonia     | 4:43.06   | 661   |                                          |
| 19  | 1        | Keisuke Ushiro          | Giappone    | 4:43.51   | 658   |                                          |
| 20  | 1        | Thomas van der Plaetsen | Belgio      | 4:47.38   | 635   | Miglior prestazione personale stagionale |
| 21  | 1        | Zachery Ziemek          | Stati Uniti | 4:56.66   | 579   | Miglior prestazione personale            |
| 22  | 1        | Pau Tonnesen            | Spagna      | 5:33.73   | 381   |                                          |

### Classifica finale
| Pos.   | Atleta                  | Nazionalità | Punti | Note                                     |
| ------ | ----------------------- | ----------- | ----- | ---------------------------------------- |
| center | Ashton Eaton            | Stati Uniti | 9045  |                                          |
| center | Damian Warner           | Canada      | 8695  |                                          |
| center | Rico Freimuth           | Germania    | 8561  | Miglior prestazione personale            |
| 4      | Ilya Shkurenyov         | Russia      | 8538  | Miglior prestazione personale            |
| 5      | Larbi Bouraada          | Algeria     | 8461  |                                          |
| 6      | Kai Kazmirek            | Germania    | 8448  |                                          |
| 7      | Michael Schrader        | Germania    | 8418  |                                          |
| 8      | Kurt Felix              | Grenada     | 8302  | Record nazionale                         |
| 9      | Oleksiy Kasyanov        | Ucraina     | 8262  | Miglior prestazione personale stagionale |
| 10     | Maicel Uibo             | Estonia     | 8245  |                                          |
| 11     | Adam Helcelet           | Rep. Ceca   | 8234  | Miglior prestazione personale stagionale |
| 12     | Pieter Braun            | Paesi Bassi | 8114  |                                          |
| 13     | Bastien Auzeil          | Francia     | 8093  |                                          |
| 14     | Thomas van der Plaetsen | Belgio      | 8035  | Miglior prestazione personale stagionale |
| 15     | Zachery Ziemek          | Stati Uniti | 8006  |                                          |
| 16     | Akihiko Nakamura        | Giappone    | 7745  |                                          |
| 17     | Paweł Wiesiołek         | Polonia     | 7705  |                                          |
| 18     | Pau Tonnesen            | Spagna      | 7606  |                                          |
| 19     | Janek Õiglane           | Estonia     | 7581  |                                          |
| 20     | Keisuke Ushiro          | Giappone    | 7532  |                                          |
| 21     | Jorge Ureña             | Spagna      | 6858  |                                          |
| 22     | Niels Pittomvils        | Belgio      | 6678  |                                          |
|        | Felipe dos Santos       | Brasile     | dnf   |                                          |
|        | Jeremy Taiwo            | Stati Uniti | dnf   |                                          |
|        | Yordanis García         | Cuba        | dnf   |                                          |
|        | Eelco Sintnicolaas      | Paesi Bassi | dnf   |                                          |
|        | Willem Coertzen         | Sudafrica   | dnf   |                                          |
|        | Luiz Alberto de Araújo  | Brasile     | dnf   |                                          |
|        | Trey Hardee             | Stati Uniti | dnf   |                                          |